# Squadra di Hong Kong di Coppa Davis
La squadra di Hong Kong di Coppa Davis rappresenta Hong Kong nella Coppa Davis, ed è posta sotto l'egida della Hong Kong Tennis Association.
La squadra debuttò nella competizione nel 1970, e non ha mai fatto parte del Gruppo Mondiale. Nel 2012 è retrocessa al Gruppo III della zona Asia/Oceania.

## Organico 2019
Vengono di seguito illustrati i convocati per ogni singolo turno della Coppa Davis 2019. A sinistra dei nomi la nazione affrontata e il risultato finale. Fra parentesi accanto ai nomi, il ranking del giocatore nel momento della disputa degli incontri (la "d" indica che il ranking corrisponde alla specialità del doppio).
| Gruppo II - Playoff | Gruppo II - Playoff                                                                | Gruppo II - Playoff | Gruppo II - Playoff |
| Taipei cinese (0-4) | Wong Hong-kit (922) Yeung Pak-long (1107) Wong Coleman (1932 d) Kai Wai-yu (f.r.*) |                     |                     |
| ------------------- | ---------------------------------------------------------------------------------- | ------------------- | ------------------- |

* f.r. = Fuori Ranking

## Risultati
= Incontro del Gruppo Mondiale

### 2010-2019
| Anno | Turno                           | Data            | Sede               | Avversario            | Punteggio | Esito     |
| ---- | ------------------------------- | --------------- | ------------------ | --------------------- | --------- | --------- |
| 2010 | Gruppo II, 1º turno             | 5-7 marzo       | Hong Kong (HKG)    | Pakistan              | 1–3       | Sconfitta |
| 2010 | Gruppo II, Playoff 1º turno     | 9-11 luglio     | Colombo (SRI)      | Sri Lanka             | 3–2       | Vittoria  |
| 2011 | Gruppo II, 1º turno             | 4-6 marzo       | Hong Kong (HKG)    | Pakistan              | 2–3       | Sconfitta |
| 2011 | Gruppo II, Playoff 1º turno     | 8-10 luglio     | Hong Kong (HKG)    | Siria                 | 4–1       | Vittoria  |
| 2012 | Gruppo II, 1º turno             | 10-12 febbraio  | Hong Kong (HKG)    | Indonesia             | 1–4       | Sconfitta |
| 2012 | Gruppo II, Playoff 1º turno     | 6-8 aprile      | Hong Kong (HKG)    | Sri Lanka             | 2–3       | Sconfitta |
| 2013 | Gruppo III, Round Robin         | 11 settembre    | Dubai (ARE)        | Oman                  | 2–1       | Vittoria  |
| 2013 | Gruppo III, Round Robin         | 12 settembre    | Dubai (ARE)        | Malaysia              | 3–0       | Vittoria  |
| 2013 | Gruppo III, Round Robin         | 13 settembre    | Dubai (ARE)        | Iran                  | 2–1       | Vittoria  |
| 2013 | Gruppo III, Playoff 1º-4º posto | 14 settembre    | Dubai (ARE)        | Cambogia              | 2–1       | Vittoria  |
| 2013 | Gruppo III, Playoff 1º-4º posto | 15 settembre    | Dubai (ARE)        | Vietnam               | 1–2       | Sconfitta |
| 2013 | Gruppo III, Playoff 1º-4º posto | 15 settembre    | Dubai (ARE)        | Malaysia              | ND        | ND        |
| 2014 | Gruppo II, 1º turno             | 14-16 febbraio  | Phuket (THA)       | Thailandia            | 1–4       | Sconfitta |
| 2014 | Gruppo II, Playoff 2º turno     | 25-27 aprile    | Giacarta (INA)     | Indonesia             | 1–3       | Sconfitta |
| 2015 | Gruppo III, Round Robin         | 25 marzo        | Kuala Lumpur (MYS) | Arabia Saudita        | 3–0       | Vittoria  |
| 2015 | Gruppo III, Round Robin         | 26 marzo        | Kuala Lumpur (MYS) | Malaysia              | 1–2       | Sconfitta |
| 2015 | Gruppo III, Round Robin         | 27 marzo        | Kuala Lumpur (MYS) | Qatar                 | 2–1       | Vittoria  |
| 2015 | Gruppo III, Playoff 1º-4º posto | 28 marzo        | Kuala Lumpur (MYS) | Vietnam               | 0–2       | Sconfitta |
| 2016 | Gruppo III, Round Robin         | 11 luglio       | Teheran (IRN)      | Turkmenistan          | 2–1       | Vittoria  |
| 2016 | Gruppo III, Round Robin         | 13 luglio       | Teheran (IRN)      | Iran                  | 1–2       | Sconfitta |
| 2016 | Gruppo III, Round Robin         | 15 luglio       | Teheran (IRN)      | Comunità del Pacifico | 3–0       | Vittoria  |
| 2016 | Gruppo III, Playoff 1º-4º posto | 15 luglio       | Teheran (IRN)      | Libano                | 2–1       | Vittoria  |
| 2017 | Gruppo II, 1º turno             | 3-5 febbraio    | Vietnam (VIE)      | Vietnam               | 3–2       | Sconfitta |
| 2017 | Gruppo II, 2º turno             | 7-9 aprile      | Islamabad (PAK)    | Pakistan              | W/O       | Sconfitta |
| 2018 | Gruppo II, 1º turno             | 3-4 febbraio    | Hong Kong (HKG)    | Iran                  | 4–0       | Vittoria  |
| 2018 | Gruppo II, 2º turno             | 7-8 aprile      | Zouk Mosbeh (LBN)  | Libano                | 2–3       | Sconfitta |
| 2019 | Gruppo II, Playoff              | 14-15 settembre | Hong Kong (HKG)    | Taipei cinese         | 0–4       | Sconfitta |

## Andamento
La seguente tabella riflette l'andamento della squadra dal 1990 ad oggi.
| Pos.           | 90 | 91 | 92 | 93 | 94 | 95 | 96 | 97 | 98 | 99 | 00 | 01 | 02 | 03 | 04 | 05 | 06 | 07 | 08 | 09 | 10 | 11 | 12 | 13 | 14 | 15 | 16 | 17 | 18 | 19 |
| -------------- | -- | -- | -- | -- | -- | -- | -- | -- | -- | -- | -- | -- | -- | -- | -- | -- | -- | -- | -- | -- | -- | -- | -- | -- | -- | -- | -- | -- | -- | -- |
| Campione       |    |    |    |    |    |    |    |    |    |    |    |    |    |    |    |    |    |    |    |    |    |    |    |    |    |    |    |    |    |    |
| Finalista      |    |    |    |    |    |    |    |    |    |    |    |    |    |    |    |    |    |    |    |    |    |    |    |    |    |    |    |    |    |    |
| SF             |    |    |    |    |    |    |    |    |    |    |    |    |    |    |    |    |    |    |    |    |    |    |    |    |    |    |    |    |    |    |
| QF             |    |    |    |    |    |    |    |    |    |    |    |    |    |    |    |    |    |    |    |    |    |    |    |    |    |    |    |    |    |    |
| OF             |    |    |    |    |    |    |    |    |    |    |    |    |    |    |    |    |    |    |    |    |    |    |    |    |    |    |    |    |    |    |
| Qualificazioni | x  | x  | x  | x  | x  | x  | x  | x  | x  | x  | x  | x  | x  | x  | x  | x  | x  | x  | x  | x  | x  | x  | x  | x  | x  | x  | x  | x  | x  |    |
| Gruppo I       |    |    |    |    |    |    |    |    |    |    |    |    |    |    |    |    |    |    |    |    |    |    |    |    |    |    |    |    |    |    |
| Gruppo II      |    |    |    |    |    |    |    |    |    |    |    |    |    |    |    |    |    |    |    |    |    |    |    |    |    |    |    |    |    |    |
| Gruppo III     | x  | x  |    |    |    |    |    |    |    |    |    |    |    |    |    |    |    |    |    |    |    |    |    |    |    |    |    |    |    |    |
| Gruppo IV      | x  | x  | x  | x  | x  | x  | x  |    |    |    |    |    |    |    |    |    |    |    |    |    |    |    |    |    |    |    |    |    |    |    |

Legenda
- Campione: La squadra ha conquistato la Coppa Davis.
- Finalista: La squadra ha disputato e perso la finale.
- SF: La squadra è stata sconfitta in semifinale.
- QF: La squadra è stata sconfitta nei quarti di finale.
- OF: La squadra è stata sconfitta negli ottavi di finale (1º turno). Dal 2019 sostituito dal Round Robin.
- Qualificazioni: La squadra è stata sconfitta al turno di qualificazione. Istituito nel 2019.
- Gruppo I: La squadra ha partecipato al Gruppo I della propria zona di appartenenza.
- Gruppo II: La squadra ha partecipato al Gruppo II della propria zona di appartenenza.
- Gruppo III: La squadra ha partecipato al Gruppo III della propria zona di appartenenza.
- Gruppo IV: La squadra ha partecipato al Gruppo IV della propria zona di appartenenza.
- x: Ove presente, la x indica che in quel determinato anno, il Gruppo in questione non è esistito.